# Permanente (capelli)

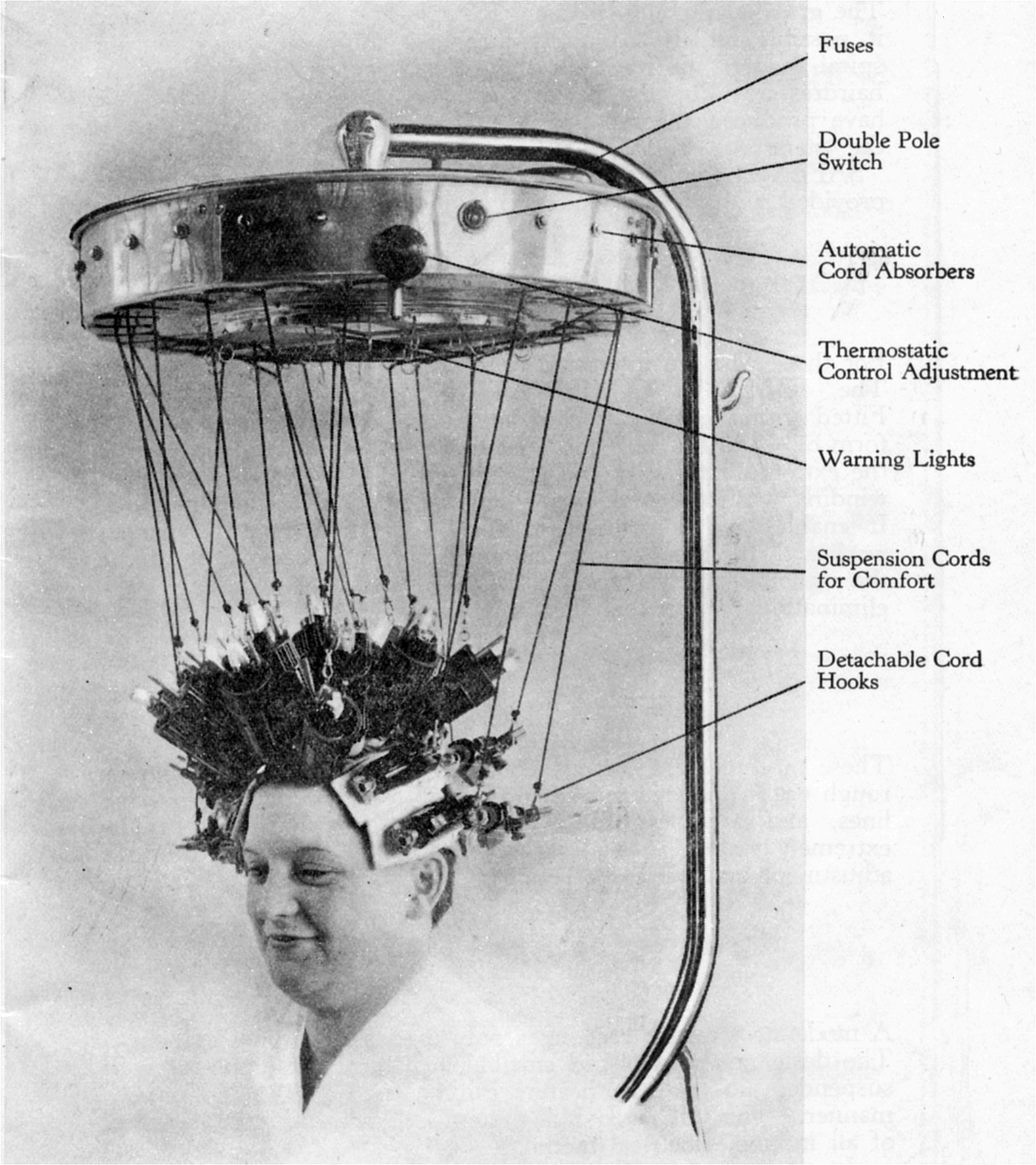
Macchinario per l'esecuzione della permanente, 1934

La permanente è un trattamento dei capelli di lunga durata, che permette di renderli ricci e maggiormente vaporosi.

## Descrizione
È un trattamento normalmente praticato dai parrucchieri, che consiste nell'avvolgere i capelli, riuniti in ciocche intorno ad una serie di bigodini, il cui raggio determinerà l'intensità del riccio. È tuttavia possibile anche l'utilizzo di prodotti destinati all'uso casalingo.
La forma naturale dei capelli è determinata dalla disposizione delle catene peptidiche che formano il capello e dai legami trasversali che le tengono unite. Tali legami sono soprattutto ponti peptidici, disolfuro, salini e idrogeno.
Mentre nella normale messa in piega sono i legami idrogeno e salini che si rompono con acqua e si ricombinano durante l'asciugatura, nella permanente si rompono e si ricombinano i legami disolfurici.
In passato, prima del 1941, la rottura di questi legami si otteneva con acqua ed alta temperatura, utilizzando ferri caldi o bigodini elettrici scaldati oltre i 100 °C, oppure con soluzioni di sali alcalini caldi, come borace, solfiti o bisolfiti (generalmente di sodio) e i ponti disolfuro si riformavano durante il raffreddamento. Oggi la permanente si ottiene chimicamente per scissione riduttiva dei ponti disolfuro e la loro successiva ricostruzione ossidativa.
Mentre i capelli sono in posa con i bigodini, viene loro applicato un prodotto alcalino contenente generalmente tioglicolato di ammonio, oppure acido contenente monoesteri glicolici o glicerina e acido tioglicolico che scioglie i legami disolfurici. In seguito si applica una lozione ossidante, detta comunemente "neutralizzante", contenente bromati alcalini o perossidi (di solito acqua ossigenata), che ricompone i legami disolfurici dei capelli, stabilizzando la nuova forma del capello. 
Un trattamento completo dura generalmente non meno di 5 minuti. Applicazioni troppo rapide del "neutralizzante", non ricomponendo integralmente tutti i ponti disolfuro, rischiano di danneggiare la struttura del capello lasciandolo più fragile.